# Dirk Martens
Dirk Martens (Aalst, 1446 vagy 1447 – 1534. május 2.) németalföldi nyomdász és könyvkiadó volt.
A belgiumi Aalst városában született és ott is nevelkedett. Iskoláit a vilhelmita apátságban végezte, majd Velencébe utazott, ahol honfitársa, a humanista Gerardus de Lisa vendége volt. 1473-ban visszatért Aalstba és megnyitotta nyomdáját, amely az első volt a Németalföldön. Első lépésként három könyvet adott ki, amelyek közül kettő Enea Piccolomini, a későbbi II. Piusz pápa szeretőiről szólt.
1486-ig elég kevés adat ismert tevékenységéről, csak egy bizonyos Teodorico Aleman könyvkereskedő révén lehet tudni, hogy még mindig könyvkiadással foglalkozott. Ebben az évben megnyitotta második nyomdászműhelyét, amely imádságok kiadására specializálódott.
1492 és 1529 között két további nyomdát alapított, egyet Antwerpenben, egyet pedig Leuvenben, a helyi katolikus egyetem diákjainak kiszolgálására. 1529-ben felhagyott a könyvkiadással és öt évvel később, 1534-ben a vilhelmita szerzetesek kolostorában halt meg.
Dirk Martensnek négy gyermeke született, akik még életében elhunytak. Lánya, Barbara, a diesti Servaes van Sassen-hez ment feleségül, aki Dirk visszavonulása után átvette a nyomda vezetését.
Dirk humanista tudós volt, aki 25 év kísérletei után kiadta az első görög nyelvű szöveget, amely a Németalföldön nyomtatásban megjelent. További fontos művei egy latin-holland szótár és Kolombusz Kristóf levele, amelyben beszámolt az Újvilág felfedezéséről. Számos humanista filozófus, köztük a fiatal Rotterdami Erasmus műveit, valamit Thomas More Utópáját is ő adta ki elsőként (1516-ban). Előbbivel egész élete során barátok maradtak.
Dirk igyekezett könyveit minél olcsóbban árusítani, elsősorban a Leuveni Katolikus Egyetem diákjainak, akik körében jelentős erőfeszítéseket tett nyomdája népszerűsítésére. Arisztofanész "Plutus graece" művéhez írt előszavában is kifejtette ezt, és meglehetősen népszerű volt a leuveni dikok körében. Arra törekedett, hogy könyvei minél szélesebb tömegekhez eljussanak, hiszen korábban csak a gazdagok engedhették meg, hogy könyvet vásároljanak.
A műhely működését nagyban segítette, hogy a leuveni egyetem hallgatóinak száma egyre növekedett. Ennek ellenére aktívan próbálta megszólítani a diákokat és egy korabeli hirdetésében ezt írta: "Mindent megteszünk, mi tőlünk telik, hogy tudást és műveltséget hozzunk számodra, és műhelyünkből olyan könyveket adjunk ki, amelyek a lehető legkevesebb hibát tartalmazzák…
A halála után kitört németalföldi szabadságharc során Aalst városát elfoglalták a lázadók és Martens archívuma és könyvtára a lángok martaléka lett. 2004-ben a belga királyi könyvtár egy londoni aukciók közel 100 000 eurót fizetett a Martens által megjelentetett könyvért, Arisztotelész "Praedicamenta"-jáért.